# Herman Öhnell

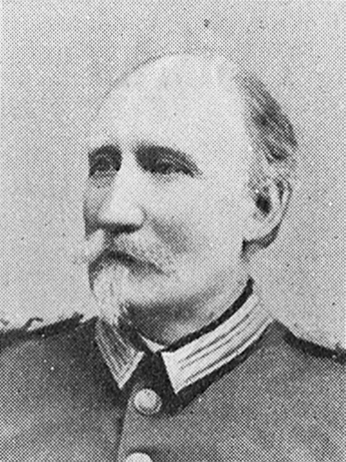
Carl Herman Öhnell

Carl Herman Öhnell, född 9 augusti 1842 i Stockholm, död där 23 oktober 1907, var en svensk väg- och vattenbyggnadsingenjör. Han var far till Karl Öhnell.
Öhnell blev student vid Uppsala universitet 1859 och utexaminerades från Högre artilleriläroverket på Marieberg 1861. Han blev löjtnant i Väg- och vattenbyggnadskåren 1865, kapten 1879 och major 1898. Han var elev vid Stockholms vattenledningsanläggning 1860 och vattenbyggnader 1861, nivellör vid Haga kanalfyllningsarbeten 1863 och vid Karlbergskanalen 1863–1864, anställd vid Statens järnvägsbyggnader 1863 och 1864–1868, biträdande ingenjör vid Stockholms vattenbyggnader 1868–1872, arbetschef vid batteribyggnader i Vaxholms skärgård 1870, stationsingenjör vid Karlskrona–Växjö järnvägsbyggnad 1872–1875, kontrollerande ingenjör vid Nybro–Sävsjöströms järnvägsbyggnad 1875–1876, hamningenjör i Kalmar 1875–1876, baningenjör vid Kalmar–Emmaboda järnvägsbyggnad 1876–1877, stadsingenjör och stadsarkitekt i Kalmar 1877–1890, arbetschef vid restaurering av Kalmar slotts vallar 1882–1888 och vid Stora Rörs hamnbyggnad 1885–1887, överingenjör vid Vetlanda–Sävsjö järnvägsbyggnad 1883–1885, tillförordnad distriktsingenjör i Mellersta väg- och vattenbyggnadsdistriktet 1890, distriktsingenjör där 1892, byråingenjör i Väg- och vattenbyggnadsstyrelsen 1893, tillförordnad distriktschef i västra distriktet 1895 och distriktschef i mellersta distriktet från 1899.
Öhnell uppgjorde förslag till bland annat stadsregleringar, invallningar, järnvägsbyggnader, vattenbyggnader och husbyggnader. Han var av Konungens befallningshavande förordnad till förrättningsman vid åtskilliga flottledssyner, tekniskt biträde åt domhavande vid vattenfrågors handläggning och föredragande i den av Svenska Teknologföreningen tillsatta kommittén för utarbetande av tekniska normalbestämningar för enskilda järnvägar.

## Ritade byggnader i urval

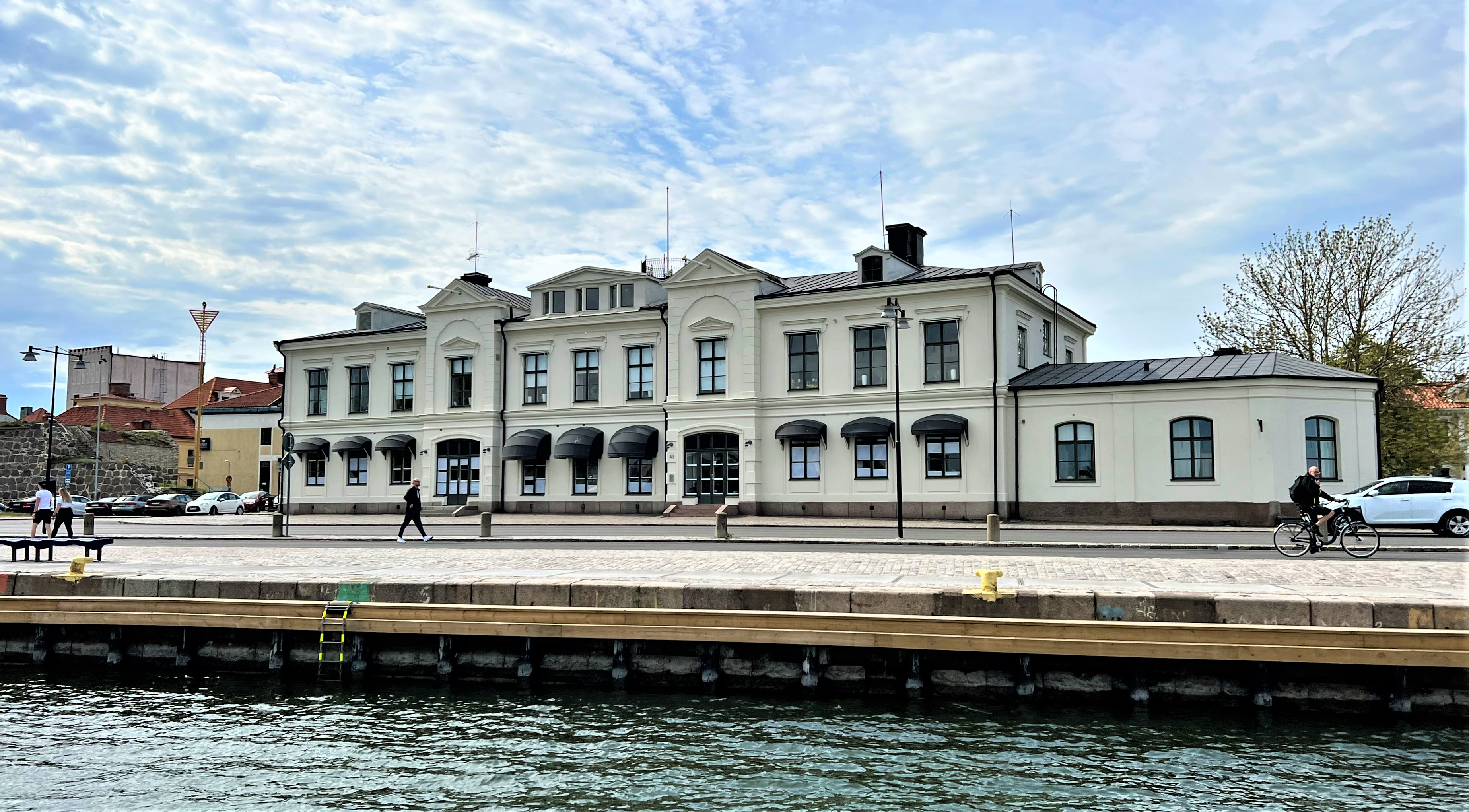
Tullhuset i Kalmar

- Tullhuset i Kalmar